# 秘密 (1982年のテレビドラマ)
『秘密』（ひみつ）は、1982年3月8日～5月7日にTBS「花王 愛の劇場」枠で放送された連続テレビ映画である。全45回。

## キャスト
- 国子 ………… 上村香子
- 柿沼 ………… 原田大二郎
- たき ………… 賀原夏子
- あや子 ……… 鳳八千代
- 絹子 ………… 黒田福美
- 悦子 ………… 鷲尾真知子
- 秀夫 ………… 川端慎二
- 慎吾 ………… 草薙幸二郎
- 幸世 ………… 北村昌子
- 和子 ………… 木村有里
- 弘二 ………… 岡本真
- 山内 ………… 佐々木勝彦
- 菊子 ………… 有吉ひとみ
- 由美子 ……… 小川より子
- 宮川 ………… 信沢三恵子
- 飯塚雅弓
- 関谷ますみ
- 市原清彦
- 飯田和平
- 奥野匡
- 寺島幹夫
- 加藤茂雄
- 長沢大
- 大林丈史
- 池田生二
- 簗正昭
- 福原秀雄
- 若原初子

## スタッフ
- 原作 - 松山善三「ひき逃げ」
- 脚本 - 中井多津夫
- 監督 - 下村堯二、平山晃生
- 音楽 - 佐藤允彦
- プロューサー - 渥美和明、松澤一男(東京映画)、金川克斗志(TBS)
- 制作 - 東京映画、TBS

## 主題歌
「雲の流れのように」
- 歌：チェリッシュ
- 作詞：千家和也／作曲：川口真／編曲：松井忠重

## 参考資料
「秘密」シナリオ決定稿